# Karl Politz
Karl Politz (Amburgo, 14 agosto 1903 – 5 settembre 1987) è stato un calciatore tedesco, di ruolo attaccante.